# Malmö hospitalsförsamling
Malmö hospitalförsamling var en oegentlig församling  i Lunds stift i nuvarande Malmö kommun. Församlingen upplöstes 1928.

## Administrativ historik
Församlingens kyrkoböcker upptar dem för vilka annan kyrkobokföringsort ej kunnat utrönas. Arkiv finns från 1786 och "församlingen" upplöstes senast 30 april 1928.